# Слинкин, Дмитрий Борисович
Дмитрий Борисович Слинкин (09.02.1964 — 24.06.1995) — оперуполномоченный по борьбе с организованной преступностью Свердловской области, старший лейтенант милиции, Герой Российской Федерации.

## Биография
Родился 9 февраля 1964 года в Свердловске.
Работал в Уральском научно-исследовательском институте горной геомеханики. В октябре 1993 года пошел работать в милицию.
Участвовал в операциях по изъятию оружия на территории Чеченской республики. 24 июня 1995 года в посёлке Новом принимал участие в ликвидации террористов Дудаева. Погиб при выполнении служебного долга.
Указом Президента Российской Федерации № 689 от 12 мая 1996 года Слинкину Дмитрию Борисовичу посмертно присвоено звание Героя Российской Федерации.
Похоронен в Екатеринбурге на Восточном кладбище.